# Ґронди (гміна Вонсево)
Ґронди (пол. Grądy) — село в Польщі, у гміні Вонсево Островського повіту Мазовецького воєводства.
Населення — 269 осіб (2011).
У 1975-1998 роках село належало до Остроленцького воєводства.

## Демографія
Демографічна структура станом на 31 березня 2011 року:
|          | Загалом | Допрацездатний вік | Працездатний вік | Постпрацездатний вік |
| -------- | ------- | ------------------ | ---------------- | -------------------- |
| Чоловіки | 131     | 29                 | 84               | 18                   |
| Жінки    | 138     | 28                 | 77               | 33                   |
| Разом    | 269     | 57                 | 161              | 51                   |